# Batuque (escola de samba)
Batuque é uma escola de samba de Portugal, sediada em Mealhada.

## Segmentos

### Intérprete
| Período | Nome         | Ref.  |
| ------- | ------------ | ----- |
|         |              |       |
| 2020    | João Machado | [ 1 ] |

## Carnavais
| Batuque | Batuque     | Batuque                                      | Batuque      | Batuque           |
| Ano     | Colocação   | Enredo                                       | Carnavalesco | Ref               |
| ------- | ----------- | -------------------------------------------- | ------------ | ----------------- |
| 2017    |             |                                              |              |                   |
| 2018    | 3º lugar    |                                              |              | [ 2 ]             |
| 2019    | Vice-Campeã |                                              |              | [ 3 ]             |
| 2020    | Vice-Campeã | Fiz as malas e viajei Compositor:Nuno Bastos |              | [ 4 ] [ 5 ] [ 1 ] |